# Bebe Neuwirth
Bebe Neuwirth (Princeton, Nueva Jersey, 31 de diciembre de 1958) es una actriz estadounidense de cine, televisión y teatro. Ha ganado dos Primetime Emmy.

## Biografía

### Juventud
Hija de Sydney Anne, una pintora y de Lee Paul Neuwirth, un matemático. Tiene además un hermano mayor llamado Peter. Es judía, y estudió primero en la escuela Chapin para luego graduarse en 1976 en la Princeton High School. 
Desde muy joven empezó a practicar ballet. A los 13 años, tras ver el musical Pippin en Manhattan, cambió sus planes de convertirse en bailarina por los de ser bailarina de musicales de Broadway. Tras graduarse en el instituto de Princeton en 1976, asistió a clases de danza en la Juilliard School, que abandonó al cabo de un año porque no le gustaba el «ambiente creativo asfixiante» de la escuela ni la formación en danza al estilo de Broadway. Inmediatamente después de dejar Juilliard, en 1977, tomó clases de canto y jazz en la YWCA de Nueva York, una de ellas impartida por Joan Morton Lucas, que apareció en la película Singin' in the Rain (1952) y en la producción original de Broadway de Kiss Me Kate. Actuó con la Princeton Ballet Company en Pedro y el lobo, El Cascanueces y Coppélia, y también en musicales de teatros comunitarios.

### Teatro
Neuwirth hizo su debut en Broadway en el papel de Sheila en A Chorus Line en 1980. Más tarde apareció en  Little Me (1982) y Sweet Charity (1986), por la que ganó un premio Tony. Desde 1996 interpreta a Velma Kelly en el musical Chicago. Ese papel le trajo grandes reconocimientos y varios premios, entre ellos el Premio Tony. En 2006 volvió a Chicago, esta vez en el papel de Roxie Hart.
También formó parte del musical Here Lies Jenny, que incluyó canciones de Kurt Weill. El espectáculo se mantuvo en cartel desde el 7 de mayo hasta el 3 de octubre de 2004, en el Zipper Theater de Nueva York. En 2010, regresó a Broadway para interpretar el papel de Morticia Addams en la producción original de The Addams Family, junto a Nathan Lane.

### Cine y Televisión
Mientras estaba en Los Ángeles esperando recibir un Tony por su aparición en Sweet Charity en 1985, Neuwirth se presentó a una audición para el papel de la Dra. Lilith Sternin en la serie de televisión Cheers. En aquel momento, Neuwirth no estaba interesada en trabajar en televisión y su personaje estaba inicialmente planeado para aparecer sólo en un episodio de la serie. Sin embargo, los guionistas disfrutaron tanto escribiendo sus diálogos que la incluyeron en más episodios de la serie, convirtiéndola finalmente en uno de los actores recurrentes.
Lilith, el personaje de Neuwirth, acabó casándose con Frasier Crane (Kelsey Grammer). De la cuarta a la novena temporada, Neuwirth interpretó a Lilith en un papel recurrente regular, y apareció en la serie como estrella principal en las temporadas décima y undécima. Al igual que Kelsey Grammer cuando empezó en la serie como Frasier, Neuwirth no apareció inmediatamente en los créditos iniciales, sino en los créditos finales de las temporadas octava y novena, y apareció en los créditos iniciales con su propio retrato en las temporadas décima y undécima. Se presentó al casting con el brazo en cabestrillo tras una caída sufrida una semana antes. Ganó dos premios Emmy a la mejor actriz de reparto en una serie de comedia por este papel, en 1990 y 1991. El personaje también apareció en la serie Wings y en doce episodios de la serie derivada de Cheers, Frasier, lo que le valió una nominación al Emmy 1995 a la mejor actriz invitada en una serie de comedia en la 47ª edición de los Primetime Emmy Awards. Dejó Cheers en 1993 para retomar su carrera de bailarina, pero haría más apariciones televisivas en otros programas y anuncios.
Desde 1986 a 1993, interpretó a la Dra. Lilith Sternin en la serie de televisión Cheers. Ganó dos premios Emmy por el papel, en 1990 y 1991. El personaje también apareció en la serie Wings y en doce episodios de Frasier, un spin-off de Cheers, que le valió una nominación al Emmy en 1995 como mejor actriz invitada en una serie de comedia. 
Otras apariciones en la pequeña pantalla incluyen intervenciones en series como NewsRadio, Las aventuras de Pete y Pete (Episodio: "The Call"), Deadline (2000), Hack (2003), La Ley y el Orden (2005) o La Ley y el Orden: Unidad de Víctimas Especiales (2005).  
En 2009 coprotagonizó Fama.
Neuwirth interpretó a Nadine Tolliver en el drama político de la CBS Madam Secretary en 2014. En octubre de 2017, Neuwirth anunció su decisión de abandonar la serie tras cuatro temporadas. No se dio ninguna razón. Retomó el papel de Nora Shepherd en Jumanji: The Next Level en 2019; la película recaudó 800 millones de dólares en todo el mundo y recibió críticas positivas por parte de la prensa especializada.

## Filmografía

### Películas
| Año  | Título                             | Rol                  | Notas                                                                         |
| ---- | ---------------------------------- | -------------------- | ----------------------------------------------------------------------------- |
| 1989 | Say Anything...                    | Sra. Evans           |                                                                               |
| 1990 | Without her Consent                | Gloria Allred        | Telefilme                                                                     |
| 1990 | Green Card                         | Lauren               |                                                                               |
| 1991 | Bugsy                              | Countess Di Frasso   |                                                                               |
| 1992 | The Paint Job                      | Margaret             |                                                                               |
| 1993 | Malice                             | Dana Harris          |                                                                               |
| 1995 | Jumanji                            | Nora Shepherd        |                                                                               |
| 1996 | Todos los perros van al cielo 2    | Anabelle             | Voz                                                                           |
| 1996 | The Adventures of Pinocchio        | Felinet              |                                                                               |
| 1996 | The Associate                      | Camille Scott        |                                                                               |
| 1998 | Celebrity                          | Nina                 |                                                                               |
| 1998 | The Faculty                        | Valerie Drake        |                                                                               |
| 1998 | La Navidad de todos los perros     | Annabelle/Belladonna | Voz                                                                           |
| 1999 | Getting to Know You                | Trix                 |                                                                               |
| 1999 | Summer of Sam                      | Gloria               |                                                                               |
| 1999 | Dash and Lilly                     | Dorothy Parker       | Telefilme Nominada — Primetime Emmy a la mejor actriz - Miniserie o telefilme |
| 1999 | Liberty Heights                    | Ada Kurtzman         |                                                                               |
| 2000 | An Extremely Goofy Movie           | Sylvia Marpole       |                                                                               |
| 2000 | Cupid and Cate                     | Francesca DeAngelo   |                                                                               |
| 2000 | Tadpole                            | Diane Lodder         |                                                                               |
| 2003 | Cómo perder a un hombre en 10 días | Lana Jong            |                                                                               |
| 2003 | Le Divorce                         | Julia Manchevering   |                                                                               |
| 2004 | The Big Bounce                     | Alison Ritchie       |                                                                               |
| 2005 | Game 6                             | Joanne Bourne        |                                                                               |
| 2008 | Adopt a Sailor                     | Patricia             |                                                                               |
| 2009 | Fama                               | Sra. Kraft           |                                                                               |
| 2019 | Jumanji: The Next Level            | Nora Shepherd        | Repite su papel en la película de Jumanji.                                    |

### Televisión
| Año           | Título                                           | Rol                         | Notas                                                                   |
| ------------- | ------------------------------------------------ | --------------------------- | ----------------------------------------------------------------------- |
| 1986–1993     | Cheers                                           | Dr. Lilith Sternin-Crane    | Primetime Emmy a la mejor actriz de reparto en una serie de comedia     |
| 1986          | Simon & Simon                                    | Receptionista               | Episodio: "Family Forecast"                                             |
| 1986          | Fama                                             | Phyllis Turner              | Episodio: "Stagefright"                                                 |
| 1990          | The Famous Teddy Z                               |                             | Sin acreditar                                                           |
| 1990          | Walt Disney's Wonderful World of Color           | Dr. Lilith Sternin          | Episodio: "Disneyland's 35th Anniversary Celebration"                   |
| 1991          | Star Trek: La nueva generación                   | Lanel                       | Episodio: "First Contact"                                               |
| 1992          | Wings                                            | Dr. Lilith Sternin-Crane    | Episodio: "Planes, Trains and Visiting Cranes"                          |
| 1993          | Wild Palms                                       | Tabba Schwartzkopf          | 5 episodios                                                             |
| 1994          | Las aventuras de Pete & Pete                     | Mailcarrier                 | 2 episodios                                                             |
| 1994–1995     | Aladdin                                          | Mirage                      | 6 episodios                                                             |
| 1994–2003     | Frasier                                          | Dr. Lilith Sternin          | Nominada — Primetime Emmy a la mejor actriz invitada - Serie de comedia |
| 1995          | NewsRadio                                        | Sandi Angelini              | Episodio: "Friends"                                                     |
| 1996          | Duckman                                          | Tamara La Boinque           | Episodio: "Noir Gang"                                                   |
| 1996          | Freakazoid!                                      |                             | Episodio: "The Wrath of Guitierrez"                                     |
| 1996–1998     | Todos los perros van al cielo: La serie          | Anabelle/Belladonna         | 5 episodios                                                             |
| 1997          | The Magic School Bus                             | Flora Whiff                 | Episodio: "Makes a Stink"                                               |
| 1997          | Jungle Cubs                                      | La La                       | Episodio: "Dientes verdes/El elefante que no sabía decir no"            |
| 1999          | Sabrina, La Bruja Adolescente                    | Juliette                    | Episodio: "Salem and Juliette"                                          |
| 1999          | La Ley y el Orden: Unidad de Víctimas Especiales | Nina Laszlo                 | Episodio: "Or Just Look Like One"                                       |
| 2000–2001     | Deadline                                         | Nikki Masucci               | 13 episodios                                                            |
| 2002–2003     | Cyberchase                                       | Binky                       | 2 episodios                                                             |
| 2003          | Hack                                             | Faith O'Connor              | 5 episodios                                                             |
| 2005          | La Ley y el Orden: Unidad de Víctimas Especiales | A.D.A. Tracey Kibre         | Episodio: "Night"                                                       |
| 2005–2006     | La Ley y el Orden: Juicio con jurado             | A.D.A. Tracey Kibre         | Protagonista                                                            |
| 2009–2011     | Bored to Death                                   | Caroline Taylor             | 3 episodios                                                             |
| 2010          | The Cleveland Show                               | Sarah Friedman              | Episodio: "Brotherly Love"                                              |
| 2012–2013     | The Good Wife                                    | Judge Claudia Friend        | 3 episodios                                                             |
| 2013–2019     | Blue Bloods                                      | Inspectora General Peterson | 9 episodios                                                             |
| 2014–2017     | Madam Secretary                                  | Nadine Tolliver             | Elenco principal (71 episodios)                                         |
| 2014          | Over the Garden Wall                             | Margueritte Grey            | Voz, episodio: "Mad Love"                                               |
| 2017          | New York Is Dead                                 | Sylvia                      | Episodio: "#1.1"                                                        |
| 2017          | The President Show                               | Ella misma                  | Episodio: "I Came Up with Christmas – A President Show Christmas"       |
| 2018–2021     | The Good Fight                                   | Judge Claudia Friend        | 2 episodios                                                             |
| 2020          | DuckTales                                        | Emma Glamour                | Voz, episodio: "Louie's Eleven!"                                        |
| 2020          | The Flight Attendant                             | Diana Carlisle              | 2 episodios                                                             |
| 2021          | Ultra City Smiths                                | Lady Andrea The Giant       | Voz, 5 episodios                                                        |
| 2021–presente | Teenage Euthanasia                               | Baba Fantasy                | Voz, Elenco principal (17 episodios)                                    |
| 2022          | Duncanville                                      | Patricia (voz)              | 2 episodios                                                             |
| 2022–2023     | Julia                                            | Avis DeVoto                 | Elenco principal (16 episodios)                                         |
| 2023          | Captain Fall                                     | Alexis Fall                 | Voz; 3 episodios                                                        |
| 2023          | Frasier                                          | Dr. Lilith Sternin          | Episodio: "Freddy's Birthday"                                           |
| 2024          | Hailey's On It!                                  | Babs Cadabs                 | Voz, episodio: "Magician: Impossible"                                   |

### Musicales
| Año       | Título           | Rol             | Notas                                                  |
| --------- | ---------------- | --------------- | ------------------------------------------------------ |
| 1975-1990 | A Chorus Line    | Sheila          |                                                        |
| 1978-1982 | Dancin'          |                 |                                                        |
| 1982      | Little Me        | Boom Boom       |                                                        |
| 1986-1987 | Sweet Charity    | Nickie          | Premio Tony a la mejor actriz de reparto en un musical |
| 1994-1995 | Damn Yankees     | Lola            |                                                        |
| 1996–2014 | Chicago          | Velma Kelly     | Premio Tony a la mejor actriz de reparto en un musical |
| 2002-2003 | Funny Girl       | Fanny Brice     |                                                        |
| 2010-2011 | Los Locos Addams | Morticia Addams |                                                        |

## Premios

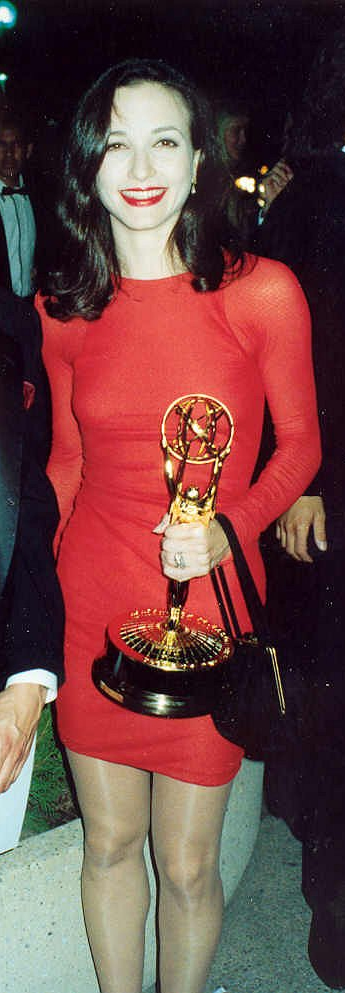
Bebe con su Primetime Emmy de 1991.

Primetime Emmy
| Año  | Categoría                                                           | Trabajo        | Resultado |
| ---- | ------------------------------------------------------------------- | -------------- | --------- |
| 1999 | Primetime Emmy a la mejor actriz - Miniserie o telefilme            | Dash and Lilly | Nominada  |
| 1997 | Primetime Emmy a la mejor actriz invitada - Serie de comedia        | Frasier        | Nominada  |
| 1991 | Primetime Emmy a la mejor actriz de reparto en una serie de comedia | Cheers         | Ganadora  |
| 1990 | Primetime Emmy a la mejor actriz de reparto en una serie de comedia | Cheers         | Ganadora  |

Tony
| Año  | Categoría                                       | Trabajo       | Resultado |
| ---- | ----------------------------------------------- | ------------- | --------- |
| 1997 | Tony a la mejor actriz principal en un musical  | Chicago       | Ganadora  |
| 1986 | Tony a la mejor actriz de reparto en un musical | Sweet Charity | Ganadora  |